# زدتی‌ئی
شرکت زد تی ایی (به انگلیسی: ZTE Corporation) (در گذشته: شرکت تجهیزات مخابراتی چونگ شینگ) (به انگلیسی: Zhongxing Telecommunication Equipment Corporation) یک شرکت چندملیتی چینی است که در زمینه ارائه تجهیزات مخابراتی فعالیت می‌کند و مقر اصلی آن در شنژن قرار دارد.
زدتی‌ئی، چهارمین شرکت بزرگ سازنده تلفن همراه است. و از نظر درآمد، پنجمین شرکت بزرگ در زمینه ساخت تجهیزات مخابراتی است. شاید بتوان قیمت مناسب و ادعای کم را مهم‌ترین دلیل محبوبیت این برند دانست.

## پرداخت خسارت به خاطر نقض تحریم‌های ایران
در فوریه ۲۰۱۷ وزارت دادگستری ایالات متحده آمریکا اعلام کرد که شرکت زدتی‌ئی، پذیرفته‌است که تحریم‌های آمریکا علیه ایران را زیر پا گذاشته است.
مسئولان این شرکت چینی متهم شده‌اند که تجهیزات مخابراتی حساسی را که در آمریکا ساخته شده و فروش و انتقال آن‌ها به ایران ممنوع بود، طی دوره‌ای شش ساله به ایران منتقل کرده‌اند. آن‌ها نه تنها قوانین صادراتی آمریکا را زیر پا گذاشته‌اند بلکه در روند تحقیقات پنج ساله به مقامات آمریکایی دروغ گفته و حتی تحقیقاتی را که در داخل شرکت دربارهٔ اقدامات غیرقانونی آن‌ها در جریان بود، منحرف کرده‌اند.

این شرکت به دلیل نقض تحریم‌های آمریکا علیه ایران به پرداخت ۸۹۲ میلیون دلار آمریکا جریمه شده و پذیرفته‌است که در صورت رعایت نکردن شرایطی که بر سر آن‌ها با مقامات قضایی آمریکا توافق کرده‌است ۳۰۰ میلیون دلار دیگر هم بپردازد. بخش دوم جریمه (۳۰۰ میلیون دلار) برای یک دوره هفت ساله معلق خواهد بود.

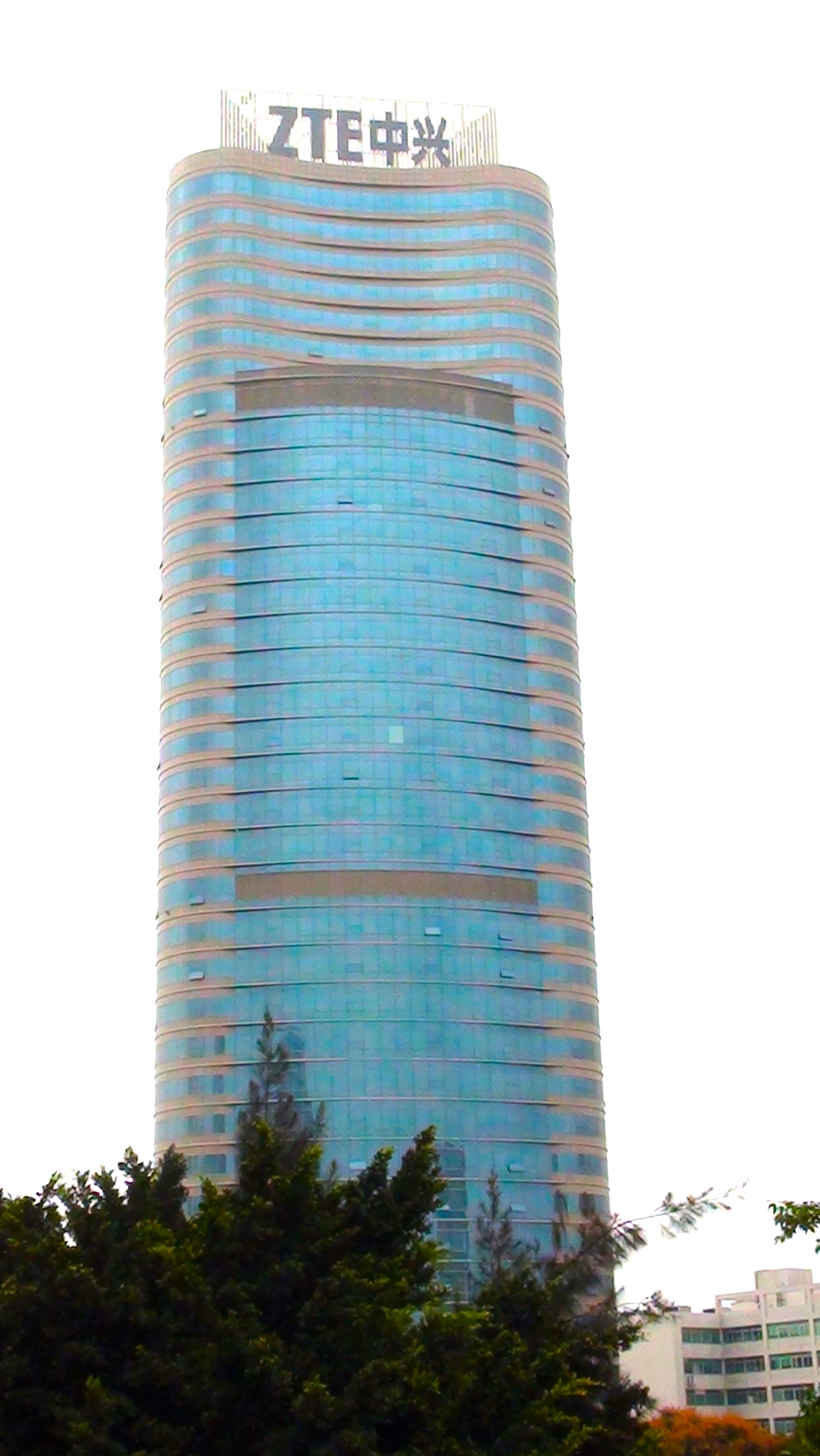
برج زد تی ایی در شنژن